# Selección de béisbol de Panamá
La Selección de béisbol de Panamá se encarga de representar al país en eventos invitacionales, juegos Panamericanos, Mundiales de Béisbol y el Clásico Mundial de Béisbol. Es administrada por la Fedebeis.

## Roster Actual
| Panamá WBSC Premier 12 de 2024    |    |                   |                      |
| C U E R P O T É C N I C O         |    |                   |                      |
| Mánager                           | 17 | Bandera de Panamá | José Mayorga         |
| Coach de Banca                    | 12 | Bandera de Panamá | Luis Caballero       |
| Entrenador                        | 28 | Bandera de Panamá | Cirilo Cumberbatch   |
| Coach de Pitcheo                  | 27 | Bandera de Panamá | Gabriel Luckert      |
| Coach de 1ra base                 | 18 | Bandera de Panamá | Dimas Ponce          |
| Coach de 3ra base                 | 26 | Bandera de Panamá | Ashley Ponce         |
| Entrenador                        | 3  | Bandera de Panamá | Rodrigo Vigil        |
| J U G A D O R E S                 |    |                   |                      |
| L A N Z A D O R E S               |    |                   |                      |
| Batea: D / Tira: D                | 6  | Bandera de Panamá | Abdiel Mendoza       |
| Batea: D / Tira: D                | 7  | Bandera de Panamá | Kenny Hernández      |
| Batea: D / Tira: D                | 8  | Bandera de Panamá | Kevin Rodríguez      |
| Batea: D / Tira: D                | 14 | Bandera de Panamá | Kevin Miranda        |
| Batea: D / Tira: D                | 15 | Bandera de Panamá | Miguel Gómez         |
| Batea: D / Tira: D                | 19 | Bandera de Panamá | Bryan Cáceres        |
| Batea: D / Tira: D                | 22 | Bandera de Panamá | Steven Fuentes       |
| Batea: D / Tira: D                | 25 | Bandera de Panamá | Alberto Baldonado    |
| Batea: D / Tira: D                | 29 | Bandera de Panamá | Darío Agrazal        |
| Batea: D / Tira: D                | 32 | Bandera de Panamá | Wilfredo Pereira     |
| Batea: D / Tira: D                | 36 | Bandera de Panamá | Enrique Burgos       |
| Batea: D / Tira: D                | 41 | Bandera de Panamá | Alberto Guerrero     |
| Batea: D / Tira: D                | 51 | Bandera de Panamá | Jaime Barría         |
| Batea: D / Tira: D                | 52 | Bandera de Panamá | Severino González    |
| Batea: Z / Tira: Z                | 91 | Bandera de Panamá | Gilberto Chu         |
| R E C E P T O R E S               |    |                   |                      |
| Batea: D / Tira: D                | 2  | Bandera de Panamá | Fernando Gonzáles    |
| Batea: D / Tira: D                | 9  | Bandera de Panamá | Mario Sanjur         |
| Batea: D / Tira: D                | 16 | Bandera de Panamá | Robert Mullen        |
| J U G A D O R E S D E C U A D R O |    |                   |                      |
| Batea: D / Tira: D                | 11 | Bandera de Panamá | Rubén Tejada         |
| Batea: D / Tira: D                | 13 | Bandera de Panamá | Johan Camargo        |
| Batea: D / Tira: D                | 20 | Bandera de Panamá | Carlos Xavier Quiroz |
| Batea: Z / Tira: Z                | 23 | Bandera de Panamá | Abraham Rodríguez    |
| Batea: D / Tira: D                | 39 | Bandera de Panamá | Joshwan Wright       |
| J A R D I N E R O S               |    |                   |                      |
| Batea: Z / Tira: Z                | 10 | Bandera de Panamá | Edgard Muñoz         |
| Batea: D / Tira: D                | 21 | Bandera de Panamá | Jhonny Santos        |
| Batea: D / Tira: D                | 24 | Bandera de Panamá | Rodrigo Orozco       |
| Batea: D / Tira: D                | 89 | Bandera de Panamá | Luis Castillo        |
| Batea: D / Tira: D                | 99 | Bandera de Panamá | José Ramos           |

## Roster para X Juegos Deportivos Centroamericanos
Medalla de Plata

Cuerpo Técnico
- Manuel Rodríguez (Mánager) Herrera
- José Rodríguez (Asistente) Veraguas
- Oscar Guardia (Entrenador de Lanzadores) Herrera
- Alfonso Brown (Entrenador de Bateo) Ch.Occidente
- Milciades Mojica (Delegado) Veraguas

| Pitchers | Pitchers              | Pitchers       |
| -------- | --------------------- | -------------- |
| --       | Euclides Bethancourt  | Bocas del Toro |
| --       | José M. Corrales      | Herrera        |
| --       | Amael González        | Panamá Metro   |
| --       | Saúl González         | Herrera        |
| --       | Gilberto Méndez       | Panamá Metro   |
| --       | Yudiart Morales       | Chiriquí       |
| --       | Rafael Rodríguez      | Veraguas       |
| --       | Juan A. Torres        | Chiriquí       |
| Cácheres |                       |                |
| --       | David González        | Veraguas       |
| --       | Juan Madrigales       | Herrera        |
| Players  |                       |                |
| --       | Marlon Mesa           | Bocas del Toro |
| --       | Manuel Rodríguez L.   | Herrera        |
| --       | Manuel Rodríguez R.   | Herrera        |
| --       | Dario Smith           | Bocas del Toro |
| --       | Víctor J. Vásquez     | Panamá Metro   |
| --       | Isais Velásquez       | Panamá Metro   |
| --       | Concepción Rodríguez. | Panamá Metro   |
| --       | Juan Caballero G.     | Chiriquí       |

## Roster del Mundial de Béisbol de 2007 IBAF
Mánager
- Ricardo Medina

| Pitchers    | Pitchers             | Pitchers                       |
| ----------- | -------------------- | ------------------------------ |
| 26          | Ramón Ramírez        | Nueva York                     |
| 79          | Miguel Gómez         | Panamá Metro                   |
| 48          | Alberto Acosta       | Nueva York                     |
| 99          | Rafael Medina        | Panamá Metro                   |
| 90          | Rodrigo Tello        | Nueva York                     |
| 58          | Ricardo Montilla     | Panamá Metro                   |
| 97          | Abraham Atencio      | Detroit                        |
| 23          | Gilberto Méndez      | Panamá Metro                   |
| 16          | Joseph Guerra        | Yankees                        |
| 81          | Elpidio Pinto        | Baltimore                      |
| Cácheres    |                      |                                |
| 61          | Nelson Robledo       | Modesto Nust, Rockies Colorado |
| 8           | Sergio Arauz         | Miami                          |
| Infielders  |                      |                                |
| 54          | Sherman Obando       | San Luis                       |
| 53          | Ángel Chávez         | Yankees                        |
| 12          | Johnny Lasso         | Boston                         |
| 10          | Avelino Asprilla     | Chicago                        |
| 42          | Valentino Arce       | Baltimore                      |
| 2           | Audes de León        | Herrera                        |
| 14          | Isaías García        | San Luis                       |
| Outfielders |                      |                                |
| 24          | Alwin Pérez          | Los Santos                     |
| 31          | Freddy Herrera       | Mets                           |
| 21          | Earl Agnoly          | Panamá Metro                   |
| 56          | Concepción Rodríguez | Panamá Metro                   |
| 46          | Joel Vega            | Miami                          |

## WBSC Premier 12

### WBSC Premier 12
| Edición | Ronda         | Posición     | PJ           | PG           | PP           | CF           | CC           |
| ------- | ------------- | ------------ | ------------ | ------------ | ------------ | ------------ | ------------ |
| 2015    | No Clasificó  | No Clasificó | No Clasificó | No Clasificó | No Clasificó | No Clasificó | No Clasificó |
| 2019    | No Clasificó  | No Clasificó | No Clasificó | No Clasificó | No Clasificó | No Clasificó | No Clasificó |
| 2024    | Primera ronda | 5°           | 5            | 3            | 2            | 22           | 25           |
| Total   | 1/3           | 5°           | 5            | 3            | 2            | 22           | 25           |

## Copa Mundial de Béisbol

### Copa Mundial de Béisbol
| Edición                 | Ronda            | Posición     | PJ           | PG           | PP           | CF           | CC           |              |
| ----------------------- | ---------------- | ------------ | ------------ | ------------ | ------------ | ------------ | ------------ | ------------ |
| Serie Mundial Amateur   |                  |              |              |              |              |              |              |              |
| Gran Bretaña 1938       | No participó     | No participó | No participó | No participó | No participó | No participó | No participó | No participó |
| La Habana 1939          | No participó     | No participó | No participó | No participó | No participó | No participó | No participó | No participó |
| La Habana 1940          | No participó     | No participó | No participó | No participó | No participó | No participó | No participó | No participó |
| La Habana 1941          | Primera Ronda    | 4°           | 8            | 5            | 3            | 34           | 27           |              |
| La Habana 1942          | No participó     | No participó | No participó | No participó | No participó | No participó | No participó | No participó |
| La Habana 1943          | Cuarto lugar     | 4°           | 12           | 4            | 8            | 48           | 42           |              |
| Caracas 1944            | Cuarto lugar     | 4°           | 10           | 5            | 5            | 39           | 55           |              |
| Caracas 1945            | Tercer lugar     | 3°           | 10           | 6            | 4            | 68           | 36           |              |
| Barranquilla 1947       | Primera Ronda    | 6°           | 8            | 3            | 5            | 33           | 57           |              |
| Managua 1948            | Primera Ronda    | 5°           | 7            | 3            | 4            | 40           | 41           |              |
| Managua 1950            | Cuarto lugar     | 4°           | 11           | 8            | 3            | 83           | 28           |              |
| México 1951             | Primera Ronda    | 7°           | 10           | 5            | 5            | 64           | 46           |              |
| La Habana 1952          | Cuarto lugar     | 4°           | 10           | 6            | 3            | 79           | 55           |              |
| Caracas 1953            | Primera Ronda    | 5°           | 10           | 6            | 4            | 59           | 49           |              |
| San José 1961           | Cuarto lugar     | 4°           | 9            | 6            | 3            | 78           | 55           |              |
| Cartagena 1965          | Cuarto lugar     | 4°           | 8            | 4            | 4            | 22           | 20           |              |
| Santo Domingo 1969      | Ronda Única      | 5°           | 10           | 4            | 6            | 47           | 65           |              |
| Cartagena 1970          | No participó     | No participó | No participó | No participó | No participó | No participó | No participó | No participó |
| La Habana 1971          | Ronda Única      | 5.º          | 9            | 5            | 4            | 43           | 30           |              |
| Managua 1972            | Ronda Única      | 5.º          | 15           | 10           | 5            | 59           | 39           |              |
| La Habana 1973          | Ronda Única      | 5.º          | 14           | 6            | 8            | -            | -            |              |
| Managua 1973            | No participó     | No participó | No participó | No participó | No participó | No participó | No participó | No participó |
| Estados Unidos 1974     | No participó     | No participó | No participó | No participó | No participó | No participó | No participó | No participó |
| Cartagena 1976          | Ronda Única      | 9.º          | 10           | 3            | 7            | -            | -            |              |
| Roma 1978               | No participó     | No participó | No participó | No participó | No participó | No participó | No participó | No participó |
| Tokio 1980              | No participó     | No participó | No participó | No participó | No participó | No participó | No participó | No participó |
| Seúl 1982               | Ronda Única      | 7.º          | 9            | 3            | 6            | -            | -            |              |
| La Habana 1984          | Ronda Final      | 6.º          | 12           | 7            | 5            | -            | -            |              |
| Países Bajos 1986       | No participó     | No participó | No participó | No participó | No participó | No participó | No participó | No participó |
| Copa Mundial de Béisbol |                  |              |              |              |              |              |              |              |
| Italia 1988             | No participó     | No participó | No participó | No participó | No participó | No participó | No participó | No participó |
| Edmonton 1990           | No participó     | No participó | No participó | No participó | No participó | No participó | No participó | No participó |
| Managua 1994            | Cuartos de final | 5°           | 8            | 5            | 3            | -            | -            |              |
| Roma 1998               | Primera ronda    | 10°          | 7            | 3            | 4            | -            | -            |              |
| Taiwán 2001             | Cuartos de final | 5°           | 10           | 7            | 3            | -            | -            |              |
| Cuba 2003               | Subcampeón       | 2.º          | 10           | 7            | 3            | 78           | 41           |              |
| Países Bajos 2005       | Tercer lugar     | 3.º          | 11           | 8            | 3            | 61           | 41           |              |
| Taiwán 2007             | Primera Fase     | 10.º         | 7            | 3            | 4            | 29           | 26           |              |
| Italia 2009             | No clasificó     | No clasificó | No clasificó | No clasificó | No clasificó | No clasificó | No clasificó | No clasificó |
| Panamá 2011             | Ronda final      | 8°           | 15           | 7            | 8            | 86           | 73           |              |
| Total                   | 26/39            | 4°           | 260          | 139          | 117          | 1,050        | 826          |              |

### Copa Mundial de Béisbol Sub-23
| Edición                        | Ronda                          | Posición                       | PJ                             | PG                             | PP                             | CF                             | CC                             |
| Copa Mundial de Béisbol Sub-21 | Copa Mundial de Béisbol Sub-21 | Copa Mundial de Béisbol Sub-21 | Copa Mundial de Béisbol Sub-21 | Copa Mundial de Béisbol Sub-21 | Copa Mundial de Béisbol Sub-21 | Copa Mundial de Béisbol Sub-21 | Copa Mundial de Béisbol Sub-21 |
| ------------------------------ | ------------------------------ | ------------------------------ | ------------------------------ | ------------------------------ | ------------------------------ | ------------------------------ | ------------------------------ |
| Taiwán 2014                    | No participó                   | No participó                   | No participó                   | No participó                   | No participó                   | No participó                   | No participó                   |
| Copa Mundial de Béisbol Sub-23 |                                |                                |                                |                                |                                |                                |                                |
| México 2016                    | Súper Ronda                    | 4.º                            | 11                             | 8                              | 3                              | 66                             | 41                             |
| Colombia 2018                  | No clasificó                   | No clasificó                   | No clasificó                   | No clasificó                   | No clasificó                   | No clasificó                   | No clasificó                   |
| México 2021                    | Super Ronda                    | 5°                             | 10                             | 5                              | 5                              | 36                             | 35                             |
| Taiwán 2022                    | No participó                   | No participó                   | No participó                   | No participó                   | No participó                   | No participó                   | No participó                   |
| China 2024                     | No clasificó                   | No clasificó                   | No clasificó                   | No clasificó                   | No clasificó                   | No clasificó                   | No clasificó                   |
| Total                          | 2/3                            | 4°                             | 21                             | 13                             | 8                              | 102                            | 76                             |

## Clásico Mundial de Béisbol

### Clásico Mundial de Béisbol
| Historial | Historial | Historial     | Historial    | Historial    | Historial    | Historial    | Historial    | Historial    |                           | Registros de Clasificación | Registros de Clasificación | Registros de Clasificación | Registros de Clasificación | Registros de Clasificación | Registros de Clasificación |
| Edición   | Sedes     | Ronda         | Posición     | PJ           | PG           | PP           | CF           | CC           | Sedes                     | PJ                         | PG                         | PP                         | CF                         | CC                         |                            |
| --------- | --------- | ------------- | ------------ | ------------ | ------------ | ------------ | ------------ | ------------ | ------------------------- | -------------------------- | -------------------------- | -------------------------- | -------------------------- | -------------------------- | -------------------------- |
| 2006      | San Juan  | Primera ronda | 14°          | 3            | 0            | 3            | 7            | 20           | Clasificó automáticamente | Clasificó automáticamente  | Clasificó automáticamente  | Clasificó automáticamente  | Clasificó automáticamente  | Clasificó automáticamente  |                            |
| 2009      | San Juan  | Primera ronda | 15°          | 2            | 0            | 2            | 0            | 16           | Clasificó automáticamente | Clasificó automáticamente  | Clasificó automáticamente  | Clasificó automáticamente  | Clasificó automáticamente  | Clasificó automáticamente  |                            |
| 2013      | Fukuoka   | No clásificó  | No clásificó | No clásificó | No clásificó | No clásificó | No clásificó | No clásificó | Panamá                    | 4                          | 2                          | 2                          | 17                         | 13                         |                            |
| 2017      | Miami     | No clásificó  | No clásificó | No clásificó | No clásificó | No clásificó | No clásificó | No clásificó | Panamá                    | 4                          | 2                          | 2                          | 20                         | 14                         |                            |
| 2023      | Taichung  | Primera ronda | 11°          | 4            | 2            | 2            | 19           | 21           | Panamá                    | 2                          | 2                          | 0                          | 15                         | 0                          |                            |
| Total     | 3/5       |               | 13°          | 9            | 2            | 7            | 26           | 61           |                           | 10                         | 6                          | 4                          | 52                         | 27                         |                            |

## Juegos Panamericanos

### Béisbol en los Juegos Panamericanos[5]
| Edición             | Ronda            | Posición     | PJ           | PG           | PP           | CF           | CC           |              |
| ------------------- | ---------------- | ------------ | ------------ | ------------ | ------------ | ------------ | ------------ | ------------ |
| Buenos Aires 1951   | No participó     | No participó | No participó | No participó | No participó | No participó | No participó | No participó |
| México 1955         | No participó     | No participó | No participó | No participó | No participó | No participó | No participó | No participó |
| Chicago 1959        | No participó     | No participó | No participó | No participó | No participó | No participó | No participó | No participó |
| Sāo Paulo 1963      | No participó     | No participó | No participó | No participó | No participó | No participó | No participó | No participó |
| Winnipeg 1967       | No participó     | No participó | No participó | No participó | No participó | No participó | No participó | No participó |
| Cali 1971           | No participó     | No participó | No participó | No participó | No participó | No participó | No participó | No participó |
| México 1975         | No participó     | No participó | No participó | No participó | No participó | No participó | No participó | No participó |
| San Juan 1979       | No participó     | No participó | No participó | No participó | No participó | No participó | No participó | No participó |
| Caracas 1983        | Ronda Final      | 6°           | 8            | 2            | 6            | 36           | 50           |              |
| Indianápolis 1987   | No participó     | No participó | No participó | No participó | No participó | No participó | No participó | No participó |
| La Habana 1991      | No participó     | No participó | No participó | No participó | No participó | No participó | No participó | No participó |
| Mar del Plata 1995  | Ronda Final      | 5°           | 9            | 4            | 5            | -            | -            |              |
| Winnipeg 1999       | Cuartos de final | 7°           | 4            | 2            | 2            | -            | -            |              |
| Santo Domingo 2003  | Cuartos de final | 5°           | 5            | 1            | 3            | -            | -            |              |
| Río de Janeiro 2007 | Primera Ronda    | 6°           | 3            | 1            | 2            | 8            | 14           |              |
| Guadalajara 2011    | Primera Ronda    | 5°           | 4            | 0            | 4            | 9            | 24           |              |
| Toronto 2015        | No participó     | No participó | No participó | No participó | No participó | No participó | No participó | No participó |
| Lima 2019           | No participó     | No participó | No participó | No participó | No participó | No participó | No participó | No participó |
| Santiago 2023       | Ronda Final      | 4°           | 6            | 3            | 3            | 24           | 20           |              |
| Total               | 7/19             | 5°           | 38           | 13           | 25           | 77           | 108          |              |

## Últimos y próximos juegos
Últimos cinco juegos y próximos encuentros
| Premier12 2024 - PR 9 de noviembre de 2024 | Panamá | 8 - 9                    | Países Bajos | Estadio Panamericano, Guadalajara, México |                              |   |   |   |   |    |   |    |   |
| 14:00 (UTC-5) |        | ( 10 episodios ) Reporte |              | Asistencia: 347 espectadores              | Asistencia: 347 espectadores |   |   |   |   |    |   |    |   |
| Detalle \| Equipo \| 1 \| 2 \| 3 \| 4 \| 5 \| 6 \| 7 \| 8 \| 9 \| 10 \| C \| H \| E \| \| ------------ \| - \| - \| - \| - \| - \| - \| - \| - \| - \| -- \| - \| -- \| - \| \| Panamá \| 0 \| 2 \| 2 \| 3 \| 0 \| 0 \| 0 \| 0 \| 1 \| 0 \| 8 \| 11 \| 0 \| \| Países Bajos \| 0 \| 2 \| 0 \| 1 \| 0 \| 3 \| 1 \| 1 \| 0 \| 1 \| 9 \| 15 \| 0 \|LG: Juancarlos Sulbarán (ERA 4.50) LP: Alberto Baldonado (ERA 0.00) HRs: PAN – Rubén Tejada (1), José Ramos (1) NED – Sharlon Schoop (1), Denzel Richardson (1) Duración: 3 h 29 m. |        |                          |              |                                           |                              |   |   |   |   |    |   |    |   |
| Equipo | 1      | 2                        | 3            | 4                                         | 5                            | 6 | 7 | 8 | 9 | 10 | C | H  | E |
| Panamá | 0      | 2                        | 2            | 3                                         | 0                            | 0 | 0 | 0 | 1 | 0  | 8 | 11 | 0 |
| Países Bajos | 0      | 2                        | 0            | 1                                         | 0                            | 3 | 1 | 1 | 0 | 1  | 9 | 15 | 0 |

| Premier12 2024 - PR 10 de noviembre de 2024 | Venezuela | 2 - 4   | Panamá | Estadio Panamericano, Guadalajara, México |                              |   |   |   |   |   |   |   |
| 14:00 (UTC-5) |           | Reporte |        | Asistencia: 414 espectadores              | Asistencia: 414 espectadores |   |   |   |   |   |   |   |
| Detalle \| Equipo \| 1 \| 2 \| 3 \| 4 \| 5 \| 6 \| 7 \| 8 \| 9 \| C \| H \| E \| \| --------- \| - \| - \| - \| - \| - \| - \| - \| - \| - \| - \| - \| - \| \| Venezuela \| 1 \| 0 \| 0 \| 1 \| 0 \| 0 \| 0 \| 0 \| 0 \| 2 \| 8 \| 0 \| \| Panamá \| 0 \| 1 \| 1 \| 0 \| 0 \| 2 \| 0 \| 0 \| 0 \| 4 \| 6 \| 4 \|LG: Kenny Hernandez (Era 0.00) LP: Nivaldo Rodriguez (Era 6.00) SV: Enrique Burgos (1) HRs: PAN – Jhonny Santos (1), Carlos Xavier Quiroz (1) Duración: 2 h 36 m. |           |         |        |                                           |                              |   |   |   |   |   |   |   |
| Equipo | 1         | 2       | 3      | 4                                         | 5                            | 6 | 7 | 8 | 9 | C | H | E |
| Venezuela | 1         | 0       | 0      | 1                                         | 0                            | 0 | 0 | 0 | 0 | 2 | 8 | 0 |
| Panamá | 0         | 1       | 1      | 0                                         | 0                            | 2 | 0 | 0 | 0 | 4 | 6 | 4 |

| Premier12 2024 - PR 11 de noviembre de 2024 | Panamá | 3 - 2   | México | Estadio Panamericano, Guadalajara, México |                               |   |   |   |   |   |   |   |
| 21:00 (UTC-5) |        | Reporte |        | Asistencia: 1921 espectadores             | Asistencia: 1921 espectadores |   |   |   |   |   |   |   |
| Detalle \| Equipo \| 1 \| 2 \| 3 \| 4 \| 5 \| 6 \| 7 \| 8 \| 9 \| C \| H \| E \| \| ------ \| - \| - \| - \| - \| - \| - \| - \| - \| - \| - \| - \| - \| \| Panamá \| 0 \| 0 \| 0 \| 2 \| 0 \| 0 \| 0 \| 1 \| 0 \| 3 \| 9 \| 0 \| \| México \| 1 \| 1 \| 0 \| 0 \| 0 \| 0 \| 0 \| 0 \| 0 \| 2 \| 6 \| 1 \|LG: Abdiel Mendoza (Era 3.86) LP: Jesus Cruz (Era 0.00) SV: Alberto Baldonado (1) HRs: MEX – Alonso Gaitan (1), Tres Barreras (1) Duración: 3 h 09 m. |        |         |        |                                           |                               |   |   |   |   |   |   |   |
| Equipo | 1      | 2       | 3      | 4                                         | 5                             | 6 | 7 | 8 | 9 | C | H | E |
| Panamá | 0      | 0       | 0      | 2                                         | 0                             | 0 | 0 | 1 | 0 | 3 | 9 | 0 |
| México | 1      | 1       | 0      | 0                                         | 0                             | 0 | 0 | 0 | 0 | 2 | 6 | 1 |

| Premier12 2024 - PR 12 de noviembre de 2024 | Panamá | 3 - 9   | Estados Unidos | Estadio Santa Teresita, Tepic, México |                               |   |   |   |   |   |    |   |
| 20:00 (UTC-5) |        | Reporte |                | Asistencia: 4320 espectadores         | Asistencia: 4320 espectadores |   |   |   |   |   |    |   |
| Detalle \| Equipo \| 1 \| 2 \| 3 \| 4 \| 5 \| 6 \| 7 \| 8 \| 9 \| C \| H \| E \| \| -------------- \| - \| - \| - \| - \| - \| - \| - \| - \| - \| - \| -- \| - \| \| Panamá \| 1 \| 0 \| 0 \| 0 \| 1 \| 1 \| 0 \| 0 \| 0 \| 3 \| 9 \| 1 \| \| Estados Unidos \| 4 \| 3 \| 0 \| 0 \| 0 \| 0 \| 2 \| 0 \| x \| 9 \| 12 \| 0 \|LG: Sam Bershorter (1-1, Era 2.25) LP: Bryan Cáceres (Era 108.00) HRs: PAN – Rubén Tejada (1), Jhonny Santos (1), Rodrigo Orozco (1) USA – Ryan Ward (1) Duración: 3 h 12 m. |        |         |                |                                       |                               |   |   |   |   |   |    |   |
| Equipo | 1      | 2       | 3              | 4                                     | 5                             | 6 | 7 | 8 | 9 | C | H  | E |
| Panamá | 1      | 0       | 0              | 0                                     | 1                             | 1 | 0 | 0 | 0 | 3 | 9  | 1 |
| Estados Unidos | 4      | 3       | 0              | 0                                     | 0                             | 0 | 2 | 0 | x | 9 | 12 | 0 |

| Premier12 2024 - PR 14 de noviembre de 2024 | Puerto Rico | 3 - 4   | Panamá | Estadio Santa Teresita, Tepic, México |                               |   |   |   |   |   |   |   |
| 20:00 (UTC-5) |             | Reporte |        | Asistencia: 7240 espectadores         | Asistencia: 7240 espectadores |   |   |   |   |   |   |   |
| Detalle \| Equipo \| 1 \| 2 \| 3 \| 4 \| 5 \| 6 \| 7 \| 8 \| 9 \| C \| H \| E \| \| ----------- \| - \| - \| - \| - \| - \| - \| - \| - \| - \| - \| - \| - \| \| Puerto Rico \| 0 \| 0 \| 1 \| 0 \| 0 \| 2 \| 0 \| 0 \| 0 \| 3 \| 6 \| 0 \| \| Panamá \| 1 \| 0 \| 0 \| 0 \| 1 \| 0 \| 0 \| 2 \| X \| 4 \| 6 \| 0 \|LG: Alberto Baldonado (1-1, Era 0.00) LP: Rubén Ramírez (Era 15.43) HRs: PUR – Ezequiel Pagán (1), Sabin Ceballos (1) PAN – Edgard Muñoz (1), Luis Castillo (1) Duración: 2 h 52 m. |             |         |        |                                       |                               |   |   |   |   |   |   |   |
| Equipo | 1           | 2       | 3      | 4                                     | 5                             | 6 | 7 | 8 | 9 | C | H | E |
| Puerto Rico | 0           | 0       | 1      | 0                                     | 0                             | 2 | 0 | 0 | 0 | 3 | 6 | 0 |
| Panamá | 1           | 0       | 0      | 0                                     | 1                             | 0 | 0 | 2 | X | 4 | 6 | 0 |

| Clásico Mundial de Béisbol 2026 - PR 6 de marzo de 2026 | Panamá | – | Cuba | Estadio Hiram Bithorn, San Juan, Puerto Rico |  |

| Clásico Mundial de Béisbol 2026 - PR 7 de marzo de 2026 | Puerto Rico | – | Panamá | Estadio Hiram Bithorn, San Juan, Puerto Rico |  |

| Clásico Mundial de Béisbol 2026 - PR 8 de marzo de 2026 | Canadá | – | Panamá | Estadio Hiram Bithorn, San Juan, Puerto Rico |  |

| Clásico Mundial de Béisbol 2026 - PR 9 de marzo de 2026 | Panamá | – | Colombia | Estadio Hiram Bithorn, San Juan, Puerto Rico |  |

## Historial de resultados

#### Copa Mundial de Béisbol
- Medalla de plata: 2003.
- Medalla de bronce: 1945, 2005.

#### Juegos Centroamericanos y del Caribe
- Medalla de plata: 1935, 1938, 2002.
- Medalla de bronce: 1930, 1959, 1966, 1982.

#### Juegos Bolivarianos
- Medalla de oro: 2001, 2009, 2013.
- Medalla de plata: 1981, 1985, 1989, 2017.
- Medalla de bronce: 1951, 1961, 1965, 1970, 1973.

#### Campeonato Panamericano Sénior
- Medalla de oro: 1998, 2000.
- Medalla de bronce: 2004.

#### Juegos Centroamericanos
- Medalla de oro: 1997, 2010.
- Medalla de plata: 1977, 2013, 2017.

#### Copa Intercontinental de Béisbol
- Medalla de bronce: 2002.

### Selección Sub-23
- Copa Mundial de Béisbol Sub-23
  -  Cuarto lugar: 2016

- Campeonato Panamericano de Béisbol Sub-23
  -  Medalla de oro: 2013

### Selección Sub-18
- Copa Mundial de Béisbol Sub-18
  -  Cuarto lugar: 1984,[6] 1999[6]

- Campeonato Panamericano de Béisbol Sub-18
  -  Medalla de plata: 1995, 1999, 2018, 2022,[7] 2024[8]
  -  Medalla de bronce: 2001, 2003
  -  Cuarto lugar: 2011

### Selección Sub-16
- Campeonato Panamericano de Béisbol Sub-16
  -  Medalla de oro: 2016

### Selección Sub-15
- Copa Mundial de Béisbol Sub-15
  -  Medalla de plata: 2018[9]
  -  Cuarto lugar: 2016[10]

- Campeonato Panamericano de Béisbol Sub-15
  -  Medalla de oro: 2022
  -  Medalla de plata: 2019
  -  Medalla de bronce: 2013
  -  Cuarto lugar: 2017

### Selección Sub-14
- Campeonato Panamericano de Béisbol Sub-14
  -  Medalla de oro: 2015
  -  Medalla de plata: 2008, 2016, 2018
  -  Medalla de bronce: 2004
  -  Cuarto lugar: 2011

### Selección Sub-12
- Campeonato Panamericano de Béisbol Sub-12
  -  Medalla de oro: 2012, 2017
  -  Medalla de plata: 1998, 2003, 2009, 2011
  -  Medalla de bronce: 2007, 2008, 2015
  -  Cuarto lugar: 2023,[11] 2024[12]

### Selección Sub-10
- Campeonato Panamericano de Béisbol Sub-10
  -  Medalla de oro: 2008, 2014, 2015, 2019
  -  Medalla de plata: 2004, 2009, 2011, 2016
  -  Medalla de bronce: 2001, 2003, 2012, 2013, 2024[13]
  -  Cuarto lugar: 2002, 2005

## Ranking WBSC
El Ranking Mundial WBSC cuenta los puntos de todos los torneos autorizados en todos los grupos de edad durante un período de cuatro años.
El ranking de la WBSC empieza a contabilizar los puntos a partir del 31 de diciembre del 2012. 
Actualizada al 23 de julio de 2025
| Año                    | enero            | febrero          | marzo            | abril            | mayo             | junio            | julio            | agosto           | septiembre       | octubre          | noviembre        | diciembre    |
| ---------------------- | ---------------- | ---------------- | ---------------- | ---------------- | ---------------- | ---------------- | ---------------- | ---------------- | ---------------- | ---------------- | ---------------- | ------------ |
| 2012                   | Sin ranking WBSC | Sin ranking WBSC | Sin ranking WBSC | Sin ranking WBSC | Sin ranking WBSC | Sin ranking WBSC | Sin ranking WBSC | Sin ranking WBSC | Sin ranking WBSC | Sin ranking WBSC | Sin ranking WBSC | 14° (141.99) |
| 2013                   | -                | -                | -                | -                | -                | -                | -                | -                | -                | -                | -                | -            |
| 2014                   | -                | -                | -                | -                | -                | -                | -                | -                | -                | -                | -                | 16° (777)    |
| 2015                   | -                | -                | -                | -                | -                | -                | -                | -                | -                | -                | -                | -            |
| 2016                   | -                | -                | -                | -                | -                | -                | -                | -                | -                | -                | -                | -            |
| 2017                   | -                | -                | -                | -                | -                | -                | -                | -                | -                | -                | -                | -            |
| 2018                   | -                | -                | -                | -                | -                | -                | -                | -                | 14° (1486)       | -                | -                | -            |
| 2019                   | -                | -                | -                | -                | -                | -                | -                | -                | -                | -                | -                | 13° (1794)   |
| 2020                   | -                | -                | 12° (1875)       | -                | -                | -                | -                | -                | -                | -                | -                | -            |
| 2021                   | -                | -                | -                | -                | -                | 13° (1079)       | -                | 13° (926)        | -                | -                | -                | 13° (1230)   |
| 2022                   | -                | -                | -                | -                | -                | -                | -                | -                | -                | -                | -                | 12° (1529)   |
| 2023                   | -                | -                | 14° (1936)       | -                | -                | -                | -                | 11° (2196)       | -                | 12° (2204)       | 10° (2468)       | 10° (2534)   |
| 2024                   | -                | -                | -                | -                | -                | -                | -                | -                | 10° (2587)       | -                | 8° (3394)        | 8° (3439)    |
| 2025                   | -                | -                | -                | -                | -                | -                | 9° (2801)        | -                | -                | -                | -                | -            |
| Posición promedio: 13° |                  |                  |                  |                  |                  |                  |                  |                  |                  |                  |                  |              |

- La última sumatoria de puntos abarca los torneos, avalados por la WBSC, en los que se haya competido en el periodo 2020-2024.

- Mejor progresión de la historia : +3 (agosto del 2023).
- Peor progresión de la historia: -2 (diciembre del 2014).
- Clasificación de la WBSC mas alta: 8 (noviembre del 2024).
- Clasificación de la WBSC mas baja: 16 (diciembre del 2014).